# Vicent Pitarch i Almela
Vicent Pitarch i Almela (Vila-real, 5 de novembre de 1942) és un filòleg i sociolingüista valencià. Ha combinat la seua vocació en defensa dels drets lingüístics amb una prolífica producció literària i investigadora, i ha estat, de fet, el principal estudiós de les Normes de Castelló del 1932, que va consagrar la unitat de la llengua catalana.

## Biografia
Fill d'una família de llauradors assalariats, «en una casa on no hi havia llibres», Pitarch mostrà des de xicotet un interès desbordant per l'estudi. «Mon pare aspirava que tinguera un ofici en què no m'embrutara les mans», en aquells anys en què «collia de dia i feia repàs de nit. Fou a través d'un oncle carlista que vaig saber sobre els cursos de valencià de Lo Rat Penat».
Va estudiar Filosofia i Lletres a les universitats de València i Barcelona. En aquesta es doctorà en Filologia Catalana. Ha estat catedràtic de batxillerat a l'institut d'Onda, professor associat a la Universitat Jaume I i és membre de l'Institut Interuniversitari de Filologia Valenciana i de la Societat Catalana de Sociolingüística (antic Grup Català de Sociolingüística, del qual fou cofundador). Ha estat autor de llibres de text de llengua i literatura catalanes i ha publicat treballs de sociolingüística, sobre la cultura catalana al País Valencià contemporani i sobre senderisme.
El 1969, fundà i dirigí a Vila-real, a partir d'un curset de català, el programa radiofònic Nosaltres els valencians de Ràdio Popular de la Plana, el primer en llengua pròpia al País Valencià.

## Obres
- Defensa de l'idioma (1972)
- Curs de llengua catalana (1977)

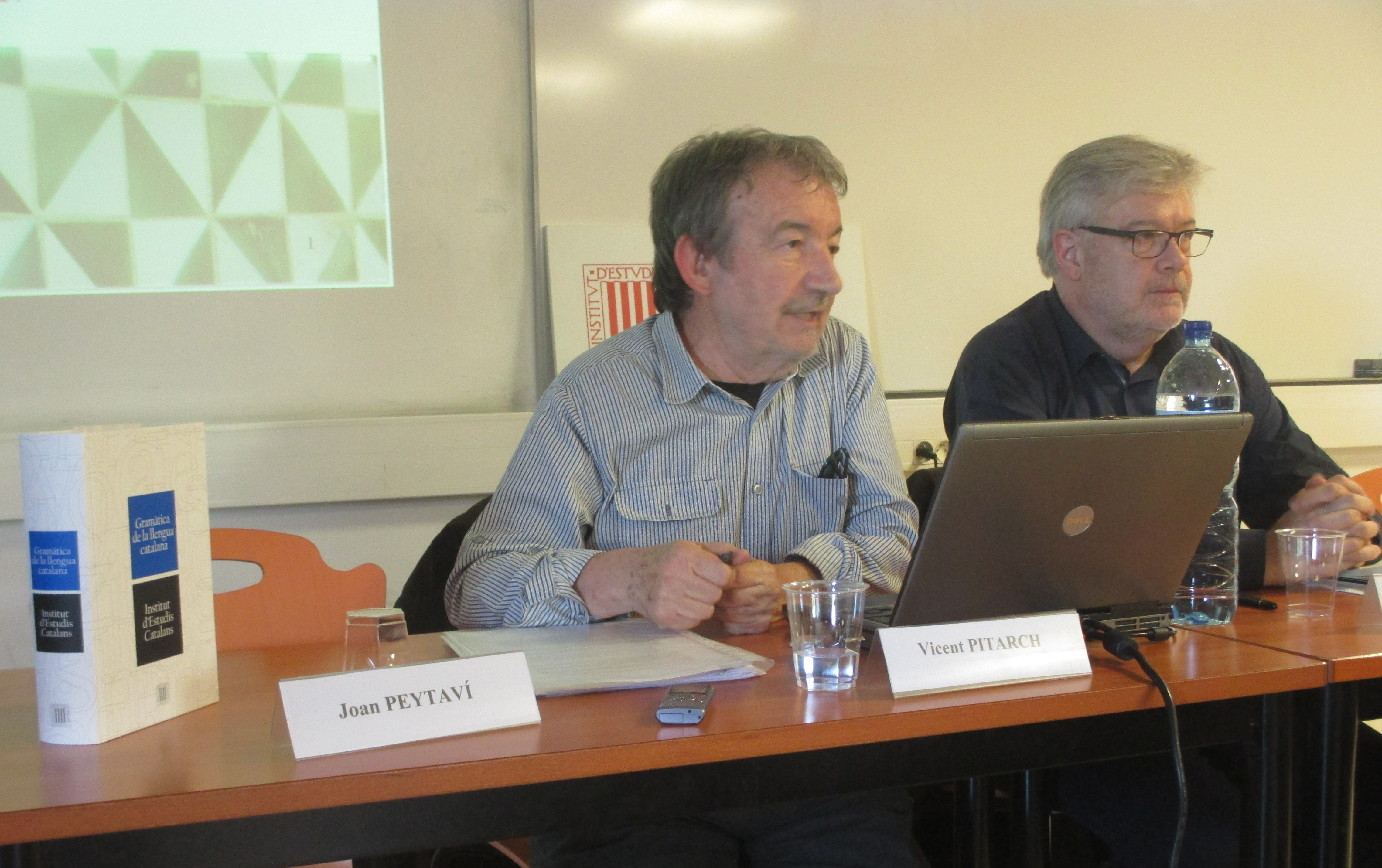
Vicent Pitarch i Ramon Sistac durant la presentació de la Gramàtica de la llengua catalana del IEC el 2017 a la Universitat de Perpinyà

- Reflexió crítica sobre la llei d'ús i ensenyament del valencià (1984)
- Fets i ficcions. Llenguatge i desequilibris socials (1988)
- Parlar i (con)viure al País Valencià (1994)
- L'eix castellonenc de la cultura contemporània (1995)
- Control lingüístic o caos (1996)
- Descripció de Catí, de G. Verdú (2000)
- Llengua i església durant el barroc valencià (2001)
- Converses amb J. Simon, E. Valor i R.Súria. Homenatge a les Normes de Castelló (2002)
- Les Normes de Castelló. Textos i contextos (2002)
- De camí a Fisterra (2003)
- Gaetà Huguet Els valencians de secà (2003)
- La Via de la Plata (2005)
- El combat per la premsa. Al Vent i Nosaltres els valencians (2009, en col·laboració)
- Pompeu Fabra, l'autoritat admirada pel valencianisme (2011)
- Penyagolosa fascinant, de nom venerable (2017)